# Gai Rubel·li Plaute
Gai Rubel·li Plaute (en llatí Caius Rubellius Plautus) va ser un ciutadà romà del segle i. Era fill de Rubel·li Blande i de Júlia Drusa, neta de l'emperador Tiberi.
En temps de Neró suposadament per gelosia de l'emperador, va ser acusat d'estar implicat en les acusacions que Júnia Silana va llençar contra Agripina Menor l'any 55, de la qual es deia que es volia casar amb Plaute i portar-lo al tron.
L'any 60 un cometa que va aparèixer va ser interpretar com l'anunci d'un canvi a l'Imperi, amb un possible successor de Neró. L'emperador va pensar que el successor podria ser Plaute. Aquest vivia tranquil i allunyat de la política. Neró li va escriure i li va recomanar retirar-se a les seves terres a l'Àsia Menor, cosa que era en realitat un mandat imperatiu, que Plaute va complir i se n'hi va anar amb la seva dona Antístia (filla de Luci Antisti Vet), i durant el seu exili es va dedicar a l'estudi de la filosofia estoica.
L'any 62 Tigel·lí va incitar a Neró contra Plaute, que va ser executat a Àsia. Alguns amics li havien recomanat oposar-se als designis imperials amb les armes però Plaute va preferir la mort a una lluita incerta per l'imperi.